# Fussballclub Triesen
Il Fussballclub Triesen, noto semplicemente come FC Triesen, è una squadra di calcio con sede a Triesen, in Liechtenstein.

## Storia
Fondato nel 1932, il Triesen partecipa attualmente al campionato di calcio svizzero e milita nella Quarta Lega, la settima divisione. Nonostante la bassa categoria, è una delle squadre più vincenti del piccolo principato alpino: ha raggiunto infatti per ben diciotto volte la finale della Liechtensteiner Cup (la coppa nazionale), conquistandola in otto occasioni.
L'FC Triesen gioca le proprie partite casalinghe al Blumenau Stadium . Attualmente il presidente della società è Edy Kindle mentre l'allenatore è Thomas Hanselmann.

## Rosa 2011-2012
| N. |                          | Ruolo | Calciatore             |
| -- | ------------------------ | ----- | ---------------------- |
|    | Liechtenstein (bandiera) | P     | Manuel Brogle          |
|    | Liechtenstein (bandiera) | P     | René Kobler            |
|    | Liechtenstein (bandiera) | D     | Stefano Frick          |
|    | Liechtenstein (bandiera) | D     | Valentin Goop          |
|    | Liechtenstein (bandiera) | D     | Fabio Kindle           |
|    | Liechtenstein (bandiera) | D     | Rony Kindle            |
|    | Liechtenstein (bandiera) | D     | Sandro Mathis          |
|    | Italia (bandiera)        | D     | Raffaele Prestagiacomo |
|    | Liechtenstein (bandiera) | D     | Thomas Tschütscher     |
|    | Liechtenstein (bandiera) | D     | Alen Walser            |
|    | Liechtenstein (bandiera) | C     | Franco Bargetze        |
|    | Liechtenstein (bandiera) | C     | Luca Bargetze          |
|    | Liechtenstein (bandiera) | C     | Claudio Beck           |

| N. |                                 | Ruolo | Calciatore          |
| -- | ------------------------------- | ----- | ------------------- |
|    | Camerun (bandiera)              | C     | Blaise Betchem      |
|    | Liechtenstein (bandiera)        | C     | Patrik Burgmeier    |
|    | Liechtenstein (bandiera)        | C     | Andreas Christen    |
|    | Liechtenstein (bandiera)        | C     | Raphael Rohrer      |
|    | Liechtenstein (bandiera)        | C     | Simon Schädler      |
|    | Italia (bandiera)               | C     | Vincenzo Vaccaro    |
|    | Liechtenstein (bandiera)        | C     | Dominik Wolf        |
|    | Svizzera (bandiera)             | A     | Fabian Hutter       |
|    | Bosnia ed Erzegovina (bandiera) | A     | Jovica Ilic         |
|    | Bosnia ed Erzegovina (bandiera) | A     | Branko Kosic        |
|    | Liechtenstein (bandiera)        | A     | Daniel Salzgeber    |
|    | Germania (bandiera)             | A     | Johannes Schlotmann |

## Palmarès

### Competizioni nazionali
- Coppa del Liechtenstein: 8

1945-1946, 1946-1947, 1947-1948, 1949-1950, 1950-1951, 1964-1965, 1971-1972, 1974-1975

### Altri piazzamenti
- Coppa del Liechtenstein:

Finalista: 1948-1949, 1951-1952, 1952-1953, 1953-1954, 1957-1958, 1958-1959, 1963-1964, 1966-1967, 1967-1968, 1968-1969
Semifinalista: 1999-2000, 2000-2001, 2016-2017, 2023-2024